# Capella de Vilaporta
La Capella de Vilaporta és una obra de l'Esquirol (Osona) protegida com a Bé Cultural d'Interès Local.

## Descripció
Capella que forma part del mas Vilaporta. Aquesta capella se situa al nord del nucli de Santa Maria de Corcó, a mig camí entre Santa Maria i Sant Martí.
La capella és de planta rectangular amb una nau orientada de nord a sud. La construcció és molt senzilla, és de mur de paredat amb carreus regulars als angles i a la façana principal hi ha la porta d'accés amb dovelles de pedra.
La coberta és a dues aigües amb teula ceràmica. Disposa d'un petit element decoratiu de ferro amb una creu que corona la porta d'entrada.